# جی ایتن
جی ایتن (انگلیسی: Jay Eaton؛ ‏ ۱۷ مارس ۱۸۹۹ – ۵ فوریهٔ ۱۹۷۰) بازیگر اهل ایالات متحده آمریکا بود.

## گزیدهٔ فیلم‌شناسی
- خانمی برای یک روز
- بانوی برچسب‌خورده
- زیگفلد کبیر
- آقای دیدز به شهر می‌رود
- جشن هالیوود
- نیروی اهریمن
- خواب ابدی
- دیزی کنیون
- روابط ما
- کوکب آبی
- صحبت تمامی شهر
- بهشت می‌تواند صبر کند
- زنان آسوده‌خاطر
- گل ساعت
- گرداب
- دام
- فرزندان لذت
- خوش‌اخلاق باش بانو
- سانی
- بی‌وفا
- عشق‌بازی‌های چلینی
- کری